# 季什基夫卡 (伊奇尼亞區)
50°45′28″N 32°20′32″E / 50.75778°N 32.34222°E
季什基夫卡（烏克蘭語：Тишківка），是烏克蘭北部的村莊，隸屬切爾尼希夫州的普里盧基區。該村始建於1700年，面積0.38平方公里，海拔高度154米，2001年人口72，人口密度每平方公里190人。